# Нападение на Уолл-стрит
«Нападение на Уолл-стрит» (англ. Bailout: The Age of Greed) — американо-канадский драма-триллер 2013 года режиссёра Уве Болла, также автора сценария.

## Сюжет
Бывший солдат Джим Бэксфорд (Доминик Пёрселл) — водитель инкассаторской машины в Нью-Йорке. Его коллеги — верные друзья, а дома ждёт любимая жена Рози (Эрин Карплак). Последний год она не работает из-за болезни. Супруги хотят завести ребёнка и соглашаются на ещё один дорогостоящий курс лечения для Рози, который не покрывается их медицинской страховкой. Однако у Джима есть сбережения, инвестированные в акции ипотечного фонда. Именно в это время стремительно развивается финансовый кризис 2007—2008 годов — Джим оказывается перед фактом, что он не только потерял свои вложения, но ещё и остаётся должен $60 тыс. Преследуемый из-за долгов, он лишается своей престижной работы, а вскоре супружескую пару извещают о предстоящем выселении, так как они не в состоянии оплачивать собственную ипотеку. Доведенная до отчаяния возникшими финансовыми проблемами Рози совершает самоубийство.
Потеряв всё, Джим начинает искать виновного в произошедшем и вскоре выходит на банкира Станкрофта (Джон Хёрд) — это Станкрофт, спасая свою фирму, массово распродал ничем не обеспеченные бумаги, попавшие и к Бэксфорду. На Уолл-стрит начинается череда убийств.

## В ролях
| Актёр           | Роль                          |
| --------------- | ----------------------------- |
| Доминик Пёрселл | Джим Бэксфорд                 |
| Эрин Карплак    | жена Джима Рози Бэксфорд      |
| Джон Хёрд       | банкир Джереми Станкрофт      |
| Эдвард Фёрлонг  | инкассатор Шон друг Джима     |
| Эрик Робертс    | адвокат Паттерсон             |
| Майкл Паре      | полицейский Фрэнк             |
| Кит Дэвид       | полицейский Фредди            |
| Тайрон Лейтсо   | экономист Сполдинг Смит       |
| Майк Допуд      | экономист Том Элгард          |
| Локлин Манро    | экономист Роберт Кэнуорт      |
| Барклай Хоуп    | помощник прокурора Иэн Марвуд |
| Майкл Бенейр    | доктор Джон Норделла          |
| Майкл Эклунд    | налоговый инспектор МакКей    |
| Михаэлла Манн   | Мира секретарша Марвуда       |
| Клинт Ховард    | продавец оружия Чак           |
| Наташа Мальте   | официантка Молли              |
| Хиро Канагава   | телеведущий                   |